# 수신확인통지

## 의의
시스템의 오작동으로 전자문서의 송•수신이 실패할 수 있고, 또 작성자가 수신자의 수신을 증명하지 못해 결과적으로 송신이 실패할 수도 있다. 이 경우 송신자는 수신 여부를 알지 못하는 매우 불안정한 지위에 있게 되므로 송신자가 조기에 자신의 법적 부담을 정리할 수 있는 장법으로서 수신확인통지제도를 두고 있다.
작성자는 수신자에 대하여 수신확인을 조건으로 전자문서를 송신하거나, 조건으로 명시하지 않고 수신확인을 요구할 수 있다.수신확인통지란 수신자가 작성자에 의해 송신된 전자문서를 수신하였음을 알리는 통지이다.

## 통지방법
통지방법에는 제한이 없으므로 수신자는 작성자가 충분히 알 수 있는 방법으로 수신사실을 통지하여야 한다. 반드시 전자문서일 필요는 없으며, 서신이나 구두에 의한 통지도 무방하다. 수신한 문서가 다른 조건이 없는 주문서라면 상품을 송부하는 것도 수신확인통지에 해당한다.
작성자와 수신자가 통지방법을 합의할 수도 있고, 작성자가 통지방법을 지정할 수도 있으나, 제도의 성질상 작성자의 통지방법 지정은 수신자의 통지방법선택에 영향을 주지 않는다고 보아햐 한다.

## 통지해태의 효과
전자거래법은 통지해태의 효과를 작성자가 수신확인통지를 조건으로 명시한 경우와 명시하지 않은 경우로 나누어 규정하고 있다.

### 조건으로 명시한 경우
작성자가 수신확인을 조건으로 전자문서를 송신한 경우에는 작성자가 수신확인통지를 받기 전까지는 그 전자문서는 송신되지 아니한 것으로 본다.

### 조건으로 명시하지 않은 경우
작성자가 수신확인을 조건으로 명시하지 아니하고 수신확인통지를 요구한 경우에는 상당한 기간 내에 작성자가 수신확인 통지를 받지 못하였을 때에는 작성자는 그 전자문서의 송신을 철회할 수 있다.

## 참고 문헌
- 이철송,상법총칙•상행위,(서울: 박영사, 2014)